# 青沼隆之
青沼 隆之（あおぬま たかゆき、1955年2月25日 - ）は、日本の検察官、法務官僚、弁護士。法務省保護局長や、東京地方検察庁検事正、次長検事、名古屋高等検察庁検事長等を歴任した。

## 人物・経歴
福岡出身。1973年久留米大学附設高校卒業。同級生に鶴丸哲哉元ルネサスエレクトロニクス会長、栗木康幸元東京エレクトロンデバイス社長がいた。
1978年中央大学法学部法律学科卒業。1982年司法修習修了、東京地方検察庁検事任官。福岡地方検察庁検事、福島地方検察庁検事を経て、1991年から外務省国際連合局付や外務省総合外交政策局付を務めた。
1994年大阪地方検察庁検事。東京地方検察庁検事や東京高等検察庁検事を経て、2002年東京地方検察庁公判部副部長。2003年東京高等検察庁検事。
2004年東京地方検察庁刑事部副部長。2005年大阪地方検察庁公判部長。2006年法務省大臣官房施設課長。2008年東京地方検察庁特別公判部長。2010年最高検察庁検事。2010年甲府地方検察庁検事正。2010年法務省保護局長。2012年東京高等検察庁次席検事。2014年東京地方検察庁検事正。2015年次長検事（併）法制審議会委員。2016年名古屋高等検察庁検事長。2018年退官。
2018年第一東京弁護士会弁護士登録、シティユーワ法律事務所オブ・カウンセル、ユニー・ファミリーマートホールディングス監査役、日本相撲協会コンプライアンス委員会委員長。
2019年日本郵政社外取締役 (~同年6月)。
2020年5月ファミリーマート社外取締役 (~2021年2月)。
2021年5月、シニアライフクリエイト取締役。同年6月、みずほリース取締役。